# Czerń 7984
Czerń 7984 (E152) – związek chemiczny, dwuazowy barwnik spożywczy, który rozpuszczony w wodzie daje brązowo – czarne zabarwienie. Niedodawany do żywności w Stanach Zjednoczonych i Europie od 1984, zakazany w Japonii i Australii. Używany w przemyśle kosmetycznym.

## Zagrożenia
Może powodować reakcje alergiczne lub reakcje nietolerancji, w szczególności wśród osób z nietolerancją aspiryny. Uwalnia histaminę i może nasilać objawy astmy. Jest to jeden z barwników, który według Hyperactive Children's Support Group powinien zostać wyeliminowany z diety dzieci.

Przeczytaj ostrzeżenie dotyczące informacji medycznych i pokrewnych zamieszczonych w Wikipedii.